# BHTC
Die BHTC GmbH, bis 2024 bekannt als Behr-Hella Thermocontrol GmbH, wurde 1999 als Joint Venture zwischen der Behr GmbH & Co. KG und der HELLA GmbH & Co. KGaA gegründet. Das Unternehmen ist auf die Entwicklung und Produktion von Klimaregelungssoftware und deren Steuerung sowie Bediengeräte und Displaysystemlösungen für die Automobilindustrie spezialisiert.

## Übernahme durch die AUO Corporation
Im Oktober 2023 wurde bekannt gegeben, dass sowohl MAHLE als auch HELLA ihre Anteile an BHTC veräußern würden. Die AUO Corporation, ein taiwanesisches Technologieunternehmen, vereinbarte den Erwerb von 100 % der Anteile an BHTC für 600 Millionen Euro. Diese Transaktion wurde im April 2024 abgeschlossen, woraufhin die Behr-Hella Thermocontrol GmbH in die BHTC GmbH umfirmiert wurde.

## Globale Operationen und Marktposition
BHTC verfügt über eine globale Präsenz mit Tochtergesellschaften in Lippstadt ( Deutschland), Novi ( Vereinigte Staaten), Shanghai ( Volksrepublik China), Yokohama ( Japan), Sofia ( Bulgarien), San Miguel de Allende ( Mexiko), Tampere ( Finnland), San José ( Vereinigte Staaten) und Pune ( Indien). Das Unternehmen beschäftigt rund 3.110 Mitarbeiter und arbeitet eng mit großen internationalen Automobilherstellern zusammen. Im Jahr 2023 erzielte BHTC einen Umsatz von etwa 634 Millionen Euro.